# Шумська районна рада
Шумська районна рада — орган місцевого самоврядування у Шумському районі Тернопільської області з центром у місті Шумськ.

## Голови райради
- Корець Тарас Феодосійович, член партії «Блок Петра Порошенка „Солідарність”», від 2 грудня 2015 року (26 голосів «за»)[1]

## Депутатський склад
Загальний склад Шумської районної ради  — 34 депутати:
- Партія «Блок Петра Порошенка „Солідарність” — 11 депутатів
- політична партія Всеукраїнське об'єднання «Батьківщина» — 11 депутатів
- політична партія Всеукраїнське об'єднання «Свобода» — 6 депутатів
- Радикальна партія Олега Ляшка — 6 депутатів

Депутати сьомого скликання (від 2015 року)